# Pingasa atriscripta
Pingasa atriscripta är en fjärilsart som beskrevs av W. Warren 1899. Pingasa atriscripta ingår i släktet Pingasa och familjen mätare. Inga underarter finns listade i Catalogue of Life.